# ハイスコア: ゲーム黄金時代
『ハイスコア: ゲーム黄金時代』（ハイスコア: ゲームおうごんじだい、High Score）は、フランス・コストレル企画によるNetflixのドキュメンタリーシリーズである。ビデオゲーム黎明期の開発者や創造者のインタビューを交え、その歴史が解説される。2020年8月19日に配信開始された。

## エピソード
『ハイスコア』は1980年代と1990年代のビデオゲームの創造・開発に関するインタビューとセグメントで構成されており、番組中にはこの時代のゲームに似たドット絵風アニメーションが挿入される。
番組のオープニングシークエンスも過去のゲームを引用したドッド絵風であり、テーマ曲はオーストラリアのバンドのパワー・グローヴが手がけた。番組の原語版のナレーションは、マリオの声優として知られるチャールズ・マーティネーが務めた。
| 通算 話数 | タイトル                            | 監督                                                                            | 放送日        |
| --- | ----------------------------------- | ------------------------------------------------------------------------------- | ------------- |
| 1 | "ビデオゲーム革命" "Boom & Bust"    | ウィリアム・アックス & サム・ラクロワ & フランス・コストレル                    | 2020年8月19日 |
| 1970年代後半から1980年代後半のアーケードゲームと家庭用ビデオゲーム機の初期の成長から1983年のビデオゲーム市場の崩壊までが解説される。『スペースインベーダー』の創造者の西角友宏、『スペースインベーダー』の初の全米大会の優勝者のレベッカ・ハイネマン、アーケードゲーム用のアクセラレータボードを製造していたジェネラル・コンピュータ・コーポレーションのダグ・マクレアとスティーブ・ゴルソンとマイク・ホロウィッツ、『パックマン』の創造者の岩谷徹、アタリの創業者のノーラン・ブッシュネル、フェアチャイルド・チャンネルFでロムカセットを作ったジェリー・ローソンの子供のカレンとアンダーソン、『E.T.』の開発者のハワード・スコット・ウォーショウのインタビューが含まれる。 |                                     |                                                                                 |               |
| 2 | "アメリカンドリーム" "Comeback Kid" | ウィリアム・アックス & サム・ラクロワ & フランス・コストレル & メリッサ・ウッド | 2020年8月19日 |
| 1983年の市場崩壊後にアメリカに参入した任天堂が解説され、アーケードゲーム『ドンキーコング』とファミリーコンピュータ（NES）の成功、1990年の任天堂ワールド・チャンピオンシップを通じたマーケティング戦略、ゲームに苦戦するプレイヤーを助けるための任天堂ゲーム・プレイ・カウンセラーの設置、そして『任天堂パワー』の創刊といった出来事が取り上げられる。多くの任天堂のゲーム音楽を作曲した田中宏和、任天堂アメリカのマーケティング・ディレクタでNESや『任天堂パワー』のマーケティングに大きく貢献したゲイル・ティルデン、任天堂ワールド・チャンピオンシップ優勝者のジェフ・ハンセン、ゲーム・プレイ・カウンセラーの1人であったショーン・ブルーム、『ドンキーコング裁判』で任天堂の弁護士を務めたジョン・カービィのインタビューが含まれる。エピソードは2019年に亡くなったカービィに捧げられた。 |                                     |                                                                                 |               |
| 3 | "ロールプレイング" "Role Players"   | ウィリアム・アックス & サム・ラクロワ & フランス・コストレル                    | 2020年8月19日 |
| アドベンチャーゲームとコンピュータRPGの創造が解説され、『コロッサル・ケーブ・アドベンチャー』のようなコンピュータベースのテキストアドベンチャーから、『ミステリーハウス』や『ウルティマ』シリーズのようなグラフィカルアドベンチャー、そして『ファイナルファンタジー』シリーズのようなコンソールRPGへとそれぞれのルーツが辿られる。『ミステリーハウス』の創造者のロバータとケン・ウィリアムズ、『ウルティマ』シリーズの創造者のリチャード・ギャリオット、『ファイナルファンタジー』のアーティストの天野喜孝、LGBTをテーマとしたRPG『ゲイブレード』の開発者のライアン・ベストへのインタビューが含まれる。 |                                     |                                                                                 |               |
| 4 | "ゲーム機戦争" "This is War"        | ウィリアム・アックス & サム・ラクロワ & フランス・コストレル                    | 2020年8月19日 |
| 『ソニック・ザ・ヘッジホッグ』と『ジョン・マッデン・フットボール』を抱えるメガドライブによってアメリカ市場で任天堂を追い抜こうとするセガが解説される。セガ・オブ・アメリカのCEOのトム・カリンスケ、『ソニック』のゲームデザイナーの安原広和、ソニックのキャラクターアーティストの大島直人、1994年のセガ・ワールド・チャンピオンシップ優勝者のクリス・タン、エレクトロニック・アーツ創業者のトリップ・ホーキンス、『ジョン・マッデン・フットボール』のプロデューサーのジョー・イバーラ、黒人選手を『ジョン・マッデン・フットボール』シリーズに導入させたシリーズ開発者のゴードン・ベラミーらへのインタビューが含まれる。 |                                     |                                                                                 |               |
| 5 | "格闘ゲームの新時代" "Fight!"       | ウィリアム・アックス & サム・ラクロワ & フランス・コストレル                    | 2020年8月19日 |
| 『ストリートファイターII』や『モータルコンバット』など、現代のeスポーツにも繋がる対戦型格闘ゲームの成り立ちが解説される。また『モータルコンバット』は『ナイト・トラップ』と共に1993年のビデオゲーム公聴会で論争を巻き起こした末にエンターテインメントソフトウェアレイティング委員会の設立を後押ししたことも取り上げられる。『ストリートファイターII』のデザイナーの西谷亮の安田朗、『モータルコンバット』の創造者のジョン・トビアス、『ストリートファイターII TURBO』の1993年の日本チャンピオンで現在はeスポーツチームのオーナーでもある中野貴博（中野サガット）、『ナイト・トラップ』の創造者のジム・ライリーらへのインタビューが含まれる。 |                                     |                                                                                 |               |
| 6 | "レベルアップ" "Level Up"           | ウィリアム・アックス & サム・ラクロワ & フランス・コストレル                    | 2020年8月19日 |
| 1993年に任天堂がコンソール向けの『スターフォックス』、id Softwareがオンラインマルチプレイヤーゲームの始まりでもあるコンピュータ向けの『DOOM』を発表したことにより2Dから3次元コンピュータグラフィックスに移行したことが解説される。『DOOM』の創造者のジョン・ロメロと『スターフォックス』の創造に協力したディラン・カスバートとジャイルズ・ゴダードらへのインタビュー、そして『ポン』から『スペースウォー!』の開発を解雇するノーラン・ブッシュネルで締めくくられる。 |                                     |                                                                                 |               |

## 製作
企画者のフランス・コストレルはフランスで育ちながらもアメリカ人の友人を持っていることから、「ビデオゲームは世界共通語である」ことがドキュメンタリーを制作するきっかけになったと語っている。彼女はグレート・ビッグ・ストーリーのゲームドキュメンタリー「8-Bit Legacy」でショーランナーを務めたことがあったが、それは業界史の一部分をカバーしているに過ぎないと認識していた。彼女は『Dark Net』の仲間とメリッサ・ウッドの助けを借りてNetflix向けにピッチを開発した。コストレルは多くのビデオゲームドキュメンタリーのようにゲームそのものではなく、その背後にいる開発者に焦点を移し、ビデオゲーム開発の創造性を洞察したいと考えていた。コストレルは、ビデオゲームの歴史を完全に語るのではなく、業界の特定の時代の包括的で首尾一貫した物語に限定することにした。コストレルとウッドは物語の片面を締めくくるためにアーケードゲームとコンソールゲームの誕生から始めるのが理にかなっており、3次元コンピュータグラフィックスへの移行で締めくくることを選んだことが「ゲーム史の新たな種類の踏み石となる自然なエンディング」であると考えた。
彼らの物語を調べるに当たってコストレルはほとんどのゲーム会社は事件を紹介するために協力的であり、また一部の業界を去ったクリエーターもその物語を共有する準備ができていたと語った。コストレルは約20時間分のコンテンツがあったが、全てのタイプのゲームプレイヤーの関心を持つ物語にさらに焦点を当てる必要があったために6話分まで絞り込んだ。
番組で紹介されたゲームの1つにライアン・ベストによって1990年代に製作された『ゲイブレード』がある。番組中で語られているようにハワイからカリフォルニアに移る際に彼が所有するゲームのコピーは失われ、また他の場所でもコピーを発見することができず、製作中にプロデューサーたちに説明していた。プロデューサーたちは番組に使うためのコピーの所在をオンラインで調査し、ポストプロダクション終盤間近になって彼らはドイツ・ベルリンの同性愛博物館から連絡を受けてコピーを提供され、そしてベストのもとへ戻された。
コストレルはウィリアム・アックス、サム・ラクロワ、メリッサ・ウッドとともに監督とエグゼクティブ・プロデューサーを務めた。